# Melancholia I
Melancholia I – rycina renesansowego artysty Albrechta Dürera. Powstała w 1514 roku. Obecnie znajduje się w zbiorach Galerii Albertina w Wiedniu.
Miedzioryt ukazuje dylematy związane z temperamentem melancholicznym, który według ówczesnych przekonań cechował twórców, a także psychiczny wyraz stanów emocjonalnych samego artysty.
Ponury pejzaż łączy się z mrocznym zamyśleniem skrzydlatego geniusza (twórca ogarnięty sceptycyzmem), który siedzi bezczynnie wśród porozrzucanych narzędzi (piła, młotek, obcęgi, hebel itp.) na tle rozpoczętej budowli.
Klepsydra jest symbolem przemijania czasu, zaś pies jest odwiecznym symbolem wierności.
Za postacią ze skrzydłami znajduje się kwadrat magiczny. Sumy liczb w każdej kolumnie i każdym wierszu są takie same (w tym przypadku równe 34). Ponadto sumę 34 można otrzymać, dodając do siebie liczby w narożnikach, każdej ćwiartce kwadratu i w czterech środkowych polach. Prócz tego dwie środkowe liczby dolnego wiersza (15 i 14) tworzą datę powstania obrazu.
Dzieło to pojawia się w powieści Dana Browna Zaginiony symbol. Zostało również opisane i zinterpretowane w książce Waldemara Łysiaka Wyspy bezludne.
Istnieje teoria, według której Melancholię I Dürer stworzył pod wpływem przeżyć związanych ze śmiercią matki. Natomiast liczby z kwadratu magicznego zawierają zaszyfrowaną datę jej śmierci.